# 馬里亞尼夫卡 (涅米羅夫區)
49°1′31″N 29°2′59″E / 49.02528°N 29.04972°E
馬里亞尼夫卡（烏克蘭語：Мар'янівка），是烏克蘭西南部的村莊，隸屬文尼察州的文尼察區。該村面積1.18平方公里，海拔高度277米，2001年人口266，人口密度每平方公里225.42人。